# José Tavares
José Tavares, właśc. José Fernando Gomes Tavares (ur. 25 kwietnia 1965 w Vila Nova de Gaia) – piłkarz portugalski grający na pozycji środkowego pomocnika.

## Kariera klubowa
Karierę piłkarską Tavares rozpoczął w małym klubie Oliveira Do Douro. Grał w nim w latach 1985-1989, a następnie przeszedł do FC Infesta. W 1990 roku został zawodnikiem pierwszoligowego FC Porto. W Porto nie przebił się jednak do podstawowego składu i po rozegraniu jednego sezonu odszedł do lokalnego rywala, Boavisty. Tam stał się podstawowym zawodnikiem, a już w sezonie 1991/1992 wywalczył z Boavistą Puchar Portugalii oraz Superpuchar Portugalii. W 1994 roku opuścił jednak zespół "Panter", by trafić do ówczesnego mistrza Portugalii, stołecznej Benfiki. Na Estádio da Luz grał jednak tylko rok i już w 1995 roku ponownie był piłkarzem Boavisty. W 1997 roku sięgnął z nią po kolejne dwa trofea: krajowy puchar oraz superpuchar. W 1998 roku odszedł z klubu i został piłkarzem União Leiria. Natomiast w sezonie 1999/2000 grał w FC Paços de Ferreira. Ostatnie 2,5 roku swojej kariery spędził w FC Infesta. W 2002 roku odszedł na piłkarską emeryturę.

## Kariera reprezentacyjna
W reprezentacji Portugalii Tavares zadebiutował 20 kwietnia 1994 roku w wygranym 5:0 meczu eliminacji do Euro 92 z Maltą. W 1996 roku został powołany do kadry na ten turniej i rozegrał na nim trzy mecze: z Danią (1:1), z Turcją (1:0) oraz z Chorwacją (3:0). Ostatni mecz w kadrze narodowej rozegrał w tym samym roku, a łącznie rozegrał w niej osiem spotkań.